# Бодорка
Бодорка (лат. Rutilus rutilus) је слатководна риба са коштаним скелетом (кошљорибе) и истовремено припада и мекоперкама и породици шарана.
- Латински назив:
- Локални називи: окица, жутоока, златоока, платика, грунец, сируна
- Максимална дужина: 30
- Максимална маса: 600
- Време мреста: од априла до јуна

## Навике, станиште, распрострањеност
Бодорка се сматра редовним становником свих слатких вода, у неким водама је најмногобројнија врста рибе. Врло је прилагодљива па опстаје у свим речицама, потоцима, мртвајама, али и у великим рекама и (чак и у акумулационим) језерима. Неке варијанте бодорке живе и у морима ниског салинитета, а нема их у брзим и хладним водама, док изгледа подноси и воде осредњег квалитета. Често се јавља у доњим деловима река са пастрмкама. Живи у густим јатима са рођацима разних узраста. Насељена је посвуда, а највише је има у рекама дунавског слива. Љубитељ је мирних и споротекућих вода са пуно подводног и приобалног растиња. Највише се задржава на местима богатим трском и рогозом. Поред овог, воли тврдо дно где вода наноси и таложи природну храну (ларве  инсеката, мекушци, биљни изданци, отпаци, алге лети и подводна маховина и инсекти који падну на воду или тек изашли из чауре), и дубоке зоне где се осећа безбедно од природних непријатеља. У пролеће, после топљења леда, држи се само обале и у рекама и у језерима. Из река често одлази у заливе и мртваје везане за реку и после опадања водостаја. После мреста, бодорка се може наћи на целом току реке осим у најбржим деловима. Када се у рекама појави трава, одлази у залив. За време летњих врућина тражи дубља места или се завлачи у подлокане обале и корење дрвећа. Травнате терене не воли, па се налази на чистинама између њих. Бодорка воли песковито дно и, за разлику од црвенперке, налази се на 20 cm од дна. Главна храна бодорке су водено биље и ларве разних инсеката.

## Опис и грађа
Бодорка је карактеристична по крупној сребрнастој крљушти која се лако чисти и које има 42 до 45 комада по уздужној бразди (која је јако наглашена), пераја су јој жута, зависно од температуре воде, када прелази у наранџасто-црвену боју, поготово у зимским условима када је вода хладнија, док јој је око златно-жуте боје са карактеристичном мрљом у горњем делу ока па јој одатле и потиче један од назива, златоока. Ирис ока је црвен. Трбушна и анална пераја су понекад жуто-наранџасте боје, а остала углавном сивосмеђа. Тело бодорке је лагано спљоштено бочно, али је продужено. Леђа су јој црнкаста са плавим или зеленкастим одсјајем. Бокови су сивосребрнасти. Леђно и репно пераје су зеленкасто-сиви са црвенкастим преливом. Грудна пераја су бледожућкаста, а трбушна црвена. Леђно пераје се налази усправно над трбушним перајима. То су боје обичне речне бодорке којих има неколико варијетета у зависности од узраста и околине у којој живи. Врло је слична црвенперки, па је они мање искусни риболовци тешко разликују. Може да достигне масу до једног килограма, али се лови она ситнија. Живи у јатима. У већини случајева, не прелази дужину од 30 cm и масу од 600 g. Већи примерци су изузетно ретки. Постоје бројни хибриди бодорке са девериком, или црвенперком, а морфологија се код њих знатно разликује.

## Размножавање
Бодорка се мрести  од априла до јуна када је температура воде изнад 12 °C степени. Мрести се у травнатим или шљунчаним подручјима али увек у плитким зонама, не дубљим од једног метра и често уз обале. Све женке из исте групе полажу јаја истовремено на истом месту. Плодност једне женке је од 5000 до 100 000 јаја. Десетак дана након оплођења из јаја излази млађ. Током посебно топлих година бодорке се размножавају два до три пута годишње. Раст млађи је спор па треба чекати и до три године и величину од 15 cm да би потомство почело са размножавањем.